# 郭红旗
郭红旗（1967年10月—），河南开封人，回族，中国共产党党员。中华人民共和国政治人物、第十三届全国人民代表大会河南省代表。

## 生平
2018年，郭红旗被选为河南省出席第十三届全国人民代表大会代表。